# پوتنگووو (شهرستان سووپسک)
پوتنگووو (به لهستانی:  Potęgowo) یک روستا در لهستان است که در گمینا پوتنگووو واقع شده‌است. پوتنگووو ۱٬۴۱۶ نفر جمعیت دارد.